# Acarospora nitrophila
Acarospora nitrophila är en lavart som beskrevs av Hugo Magnusson. Acarospora nitrophila ingår i släktet Acarospora och familjen Acarosporaceae.  Arten är reproducerande i Sverige. Inga underarter finns listade i Catalogue of Life.
I den svenska databasen Dyntaxa används istället namnet Acarospora admissa för samma taxon.  Arten är reproducerande i Sverige.